# Política exterior de Rusia

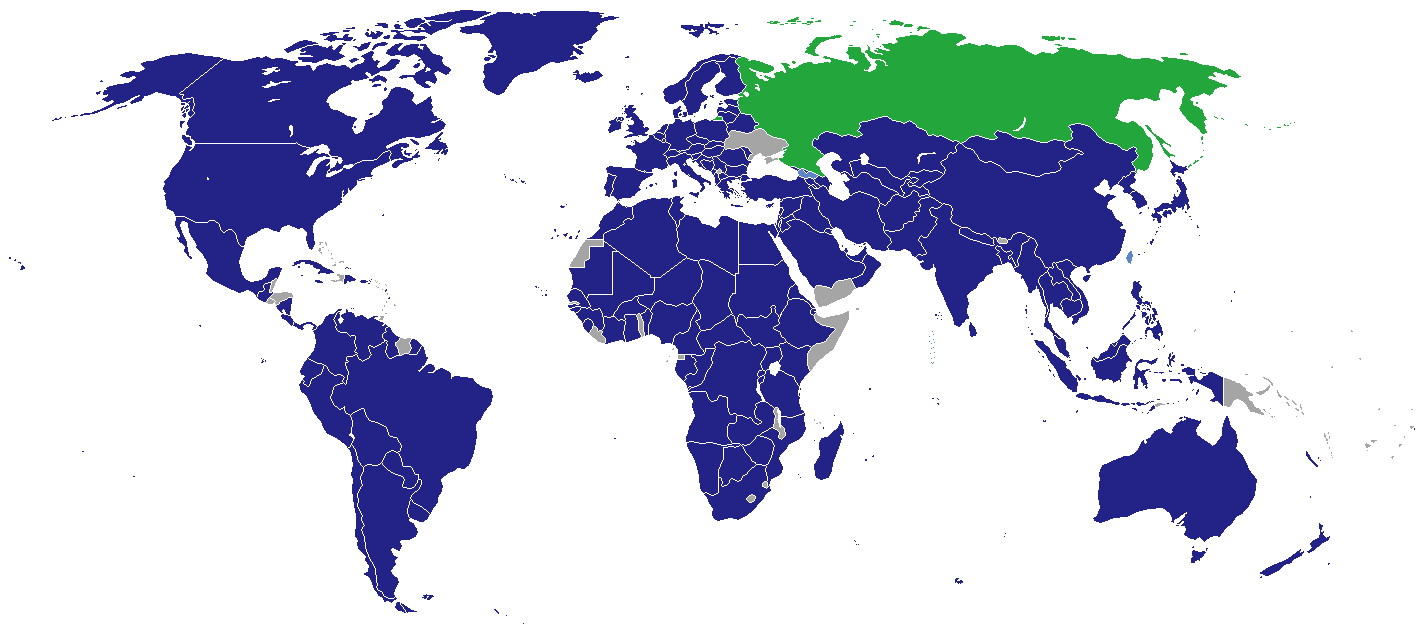
Misiones diplomáticas de Rusia

La política exterior rusa se refiere a la política desarrollada a partir del segundo mandato de Borís Yeltsin (1996–1999), después del período que siguió al desmembramiento de la Unión Soviética, mandato durante el cual se inició la reorganización de la diplomacia rusa,  que fue continuada por su sucesor Vladímir Putin (actual presidente de Rusia). La reorganización se centró en los intereses nacionales de Rusia con el objetivo de relanzar la posición internacional del país, que había sido una superpotencia durante la guerra fría, pretendiendo así destacar en el campo diplomático de la primera década del siglo xxi.

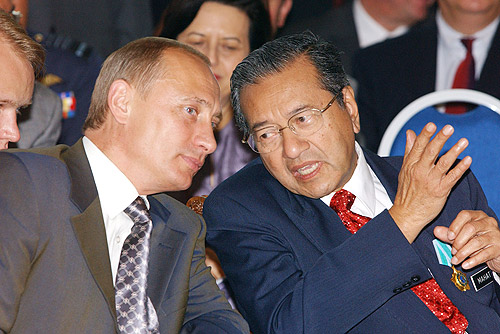
Presidente de Rusia Vladímir Putin junto al Primer ministro de Malasia Mahathir Mohamad, 5 de agosto de 2003

## Los precedentes de Kosovo y Osetia del Sur

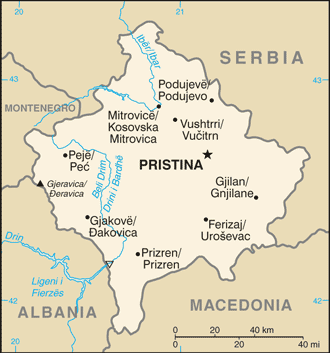
Kosovo resaltada en el mapa.

El 17 de febrero de 2008, Kosovo proclamó su independencia de Serbia, y los Estados Unidos, así como una decena de países europeos, reconocieron inmediatamente a la nueva república.
Unos días antes, concretamente el 14 de febrero de 2008, y ante la casi segura declaración unilateral de independencia de Kosovo, el Consejo de Seguridad de las Naciones Unidas se reunió de urgencia siguiendo el llamamiento de Moscú para examinar esta cuestión, que se encontraba estancada desde el año 1999.
Durante esa sesión, solamente uno de los 15 Estados miembros, Rusia, demandó que la ONU declarara la proclamación «nula y sin efectos». Dado el fracaso de esta reunión, Rusia anunció que «se sentía autorizada a establecer relaciones con cualquier Estado autoproclamado», muy a pesar de los argumentos y amenazas de la Unión Europea, que entendía que el caso de Kosovo no podía ni debía considerase como un precedente para otros casos.

Georgia, Rusia, Osetia del Sur, y Abjasia.

Ese mismo día las provincias secesionistas georgianas de Osetia del Sur y de Abjasia reiteraron una vez más su demanda a Rusia para que se les reconociera su independencia. En vista de una próxima unión federal de tres entidades, Rusia concretó su reconocimiento a los separatistas el 26 de agosto de 2008.
Mientras tanto, y a pesar de estas presiones y veladas amenazas de represalia, otros estados fueron reconociendo la independencia de Kosovo.
Hasta septiembre de 2020, 97 Estados miembros de las Naciones Unidas reconocen al gobierno de la República de Kosovo como un estado independiente. A su vez, 15 Estados miembros que habían reconocido a Kosovo retiraron su reconocimiento.

Kosovo
Estados que reconocen oficialmente la independencia de Kosovo
Estados que no reconocen oficialmente la independencia o que no se han pronunciado
Estados que reconocieron a Kosovo y luego retiraron el reconocimiento

## Principios generales de la política exterior de Dmitri Medvédev

Estados miembros
Estado participativo no miembro (Ucrania)
Miembro asociado (Turkmenistán)
Antiguo miembro (Georgia y Ucrania)
Miembros:
Países de la CEI en color. Ucrania, a pesar de haber sido miembro fundador de la CEI, no ratificó luego el estatuto de esta organización, y por tanto no es miembro pleno si bien participa activamente en las reuniones.

En una entrevista difundida el 31 de agosto de 2008 por las cadenas rusas de televisión, Dmitri Medvédev detalló los «cinco principios» básicos de la política exterior rusa:
1. Prioridad al derecho internacional.
2. Multipolaridad del mundo.
3. Deseo y necesidad de evitar los conflictos y el aislamiento.
4. Defensa de la vida y dignidad de los ciudadanos rusos donde ellos se encuentren, y también la protección de los emprendedores rusos en el extranjero.
5. Reconocimiento por la parte de Rusia de «zonas geográficas de interés privilegiado».[19]

Esta doctrina es posterior a las sucesivas ampliaciones de la OTAN (Polonia y República Checa en 1998, luego Europa central y oriental, y, posteriormente, los países bálticos en 2004) o el reconocimiento de la independencia de Kosovo en febrero de 2008. Así mismo, existe un proyecto de la OTAN para instalar radares antimisiles en Polonia y en la República Checa[cita requerida], y para ampliar de la Alianza Atlántica a Ucrania y Georgia[cita requerida].
Por otro lado, es de destacar la existencia de ciudadanos rusos (étnicos o naturalizados) en Osetia del Sur, Abjasia o Transnistria.

## Contexto económico
La crisis económica mundial, que nació en los Estados Unidos en el año 2008, anunció una baja del consumo mundial de hidrocarburos, lo que tuvo como consecuencia una baja generalizada de las materias primas estratégicas, además de un freno evidente del crecimiento ruso. La guerra rápida llevada a cabo por Rusia contra su vecino georgiano en el Cáucaso también reforzó la desconfianza de las potencias occidentales.
Pueden destacarse los siguientes puntos como consecuencias inmediatas de la crisis económica del 2008:
- Un crac financiero brutal en la plaza de valores de Moscú, en particular con relación a los papeles faro.
- Una baja de los ingresos presupuestarios de Rusia y, como consecuencia, una reducción de sus inversiones.
- Una baja acentuada de la tasa de cambio del rublo, que se desvalorizó considerablemente hacia el fin del año, y lo que llevó a los expertos a predecir esa política de «devaluaciones progresivas» de la moneda nacional.
- Una reducción lenta de las enormes reservas del Banco Central ruso, así como una consecuente pérdida de fortaleza en el sistema bancario y en las empresas estratégicas.
- Una tendencia al alza del paro.
- Una reducción drástica de la producción en diversos sectores industriales.[21]

La crisis mundial conllevó una degradación general de los indicadores macroeconómicos del país, lo que tuvo como consecuencia una reducción del margen de maniobra respecto de la política económica y de las relaciones exteriores. Como reacción a la crisis se aplicó una política intervencionista, apoyándose en el servicio federal antimonopolio para favorecer la demanda interior y aumentando las tasas a la importación de vehículos extranjeros a partir del año 2009. Ya que disponía de un importante contrapeso financiero a través del fondo de estabilización alimentado con los ingresos de los hidrocarburos (173 200 millones de dólares el 1 de diciembre de 2008), el gobierno ruso multiplicó su intervención sobre las empresas privadas, llegando incluso al punto de tomar completo control, y reforzando así la participación del Estado en los sectores económicos clave.

## Contexto militar
Con 1 140 000 militares en servicio activo y 2 000 000 de reservistas, las Fuerzas Armadas de la Federación de Rusia son la cuarta institución militar más grande del mundo, con un presupuesto estimado en 70 000 millones de dólares para el año 2008.
La doctrina militar de las FF.AA. de la Federación de Rusia es heredera directa de una reforma de la época de la URSS, organizada entonces por Mijaíl Frunze, quien impulsó una serie de cambios esenciales para el Ejército Rojo. Mijaíl Frunze era partidario de una organización militar permanente, único medio de llevar a cabo guerras de movimiento ofensivo que los «especialistas» como el jefe del Estado Mayor Mijaíl Tujachevski creían imprescindibles en previsión de eventuales agresiones exteriores.
La nueva doctrina militar rusa, adoptada en el año 2000, multiplica las referencias a la crisis de Kosovo[cita requerida], profundizando en el conjunto de factores por los que se debe estar alerta con relación a Occidente. Obviamente, Chechenia, así como las recurrentes inestabilidades en los países limítrofes al sur del territorio ruso, están igualmente presentes en las estrategias y consideraciones entonces desarrolladas.
Gracias al empuje económico de Rusia de los últimos años y a los enormes excedentes financieros obtenidos, el gobierno ruso pudo acelerar la renovación de su arsenal militar, especialmente en la aviación estratégica y en los sistemas balísticos y de defensa antimisiles, y particularmente los misiles S-400, en sistemas de lucha aérea DCA de amplio radio de acción, en misiles Tópol M y R-30 Bulava y en cohetes capaces de poner en órbita satélites de posicionamiento global.
Bajo la presidencia de Vladímir Putin fue incrementado el presupuesto de defensa de la Federación Rusa, continuando la opacidad en la distribución de fondos en materia de defensa, por lo que las informaciones disponibles deben tomarse con precaución.
La Segunda Guerra de Osetia del Sur mostró un ejército distinto al desplegado en Chechenia: unidades enteras bien disciplinadas y entrenadas, conscriptos con buena formación, pero con dificultades con respecto al apoyo de helicópteros. La reciente guerra contra Georgia puso de manifiesto varias lagunas, tanto en cuanto a material obsoleto como en cuanto a la inconveniencia de la doctrina calcada del modelo soviético. Los problemas de las fuerzas armadas rusas son numerosos y complejos de resolver.
Con posterioridad a 2005, la doctrina militar fue revisada bajo la orientación y el mando del general Majmut Gareev. Las amenazas del futuro no serían las acciones contrarrevolucionarias, sino la inestabilidad de ciertos Estados sacudidos por conflictos étnicos y religiosos, y Estados Unidos, orientado a la búsqueda de recursos energéticos.

### Arsenal nuclear

Evolución del almacenamiento de armas nucleares

La industria nuclear rusa heredó el programa nuclear de la URSS. Rusia posee la totalidad del arsenal nuclear soviético, transferido en forma completa en 1991 por Kazajistán, Ucrania y Bielorrusia. En 2005 Rusia poseía 31 reactores de producción, lo que la ubica en el cuarto lugar entre los países productores de energía nuclear. Por otra parte, también posee un número muy importante de reactores de investigación (de estos 109 son usados por las fuerzas militares). (Véase Central nuclear flotante rusa).
Rusia es uno de los cinco países reconocidos oficialmente por el Tratado de No Proliferación Nuclear como poseedor de armas nucleares. Además, posee el arsenal nuclear más grande del mundo, con más de 16 000 ojivas nucleares, de las que 5830 son perfectamente operativas.

## División del mundo entre «exterior próximo» y «exterior lejano»

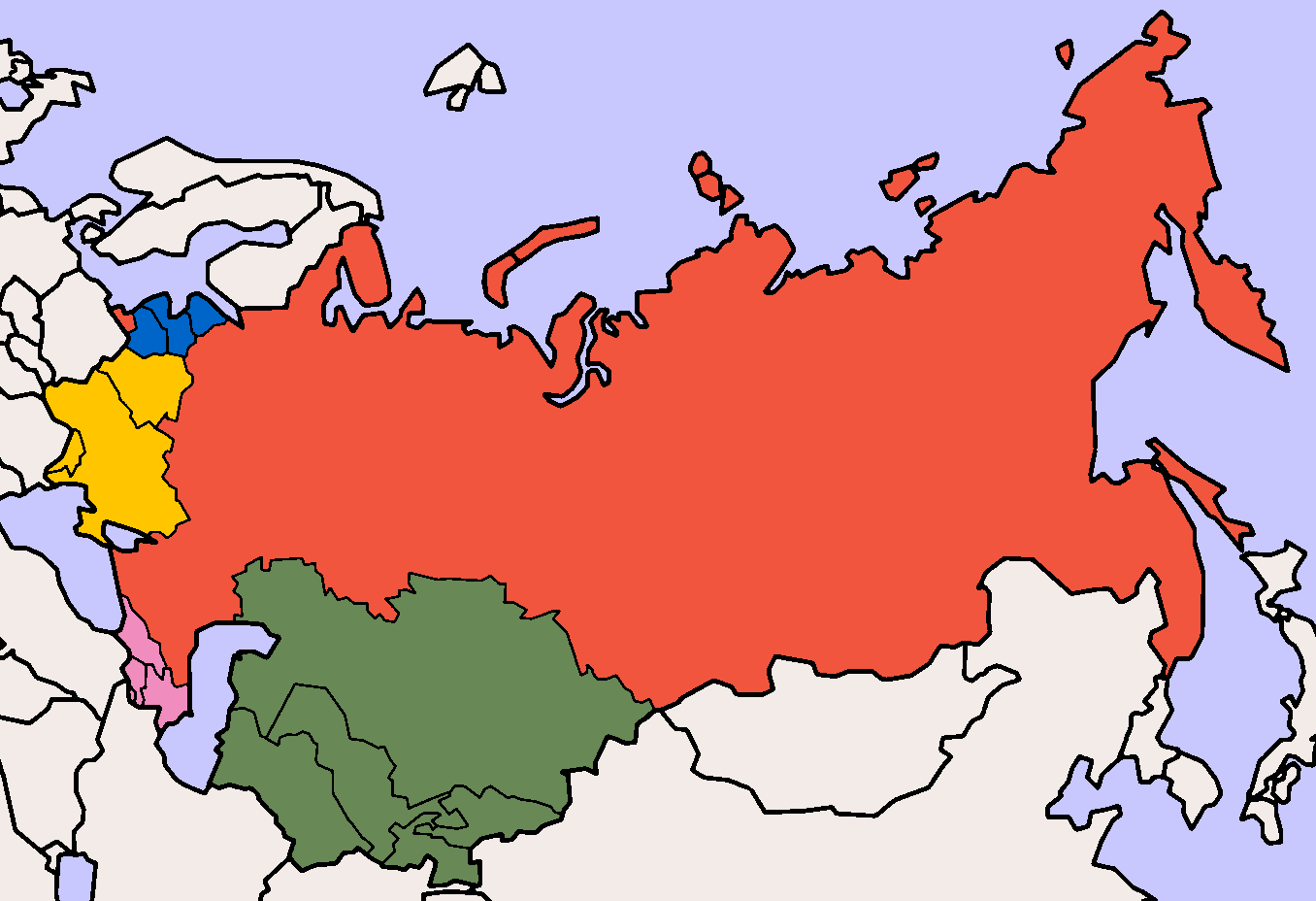
Agrupación de las distintas ex repúblicas soviéticas:
Rusia
Asia Central
Europa Oriental
Estados bálticos
Cáucaso

| Rusia Asia Central Europa Oriental | Estados bálticos Cáucaso |

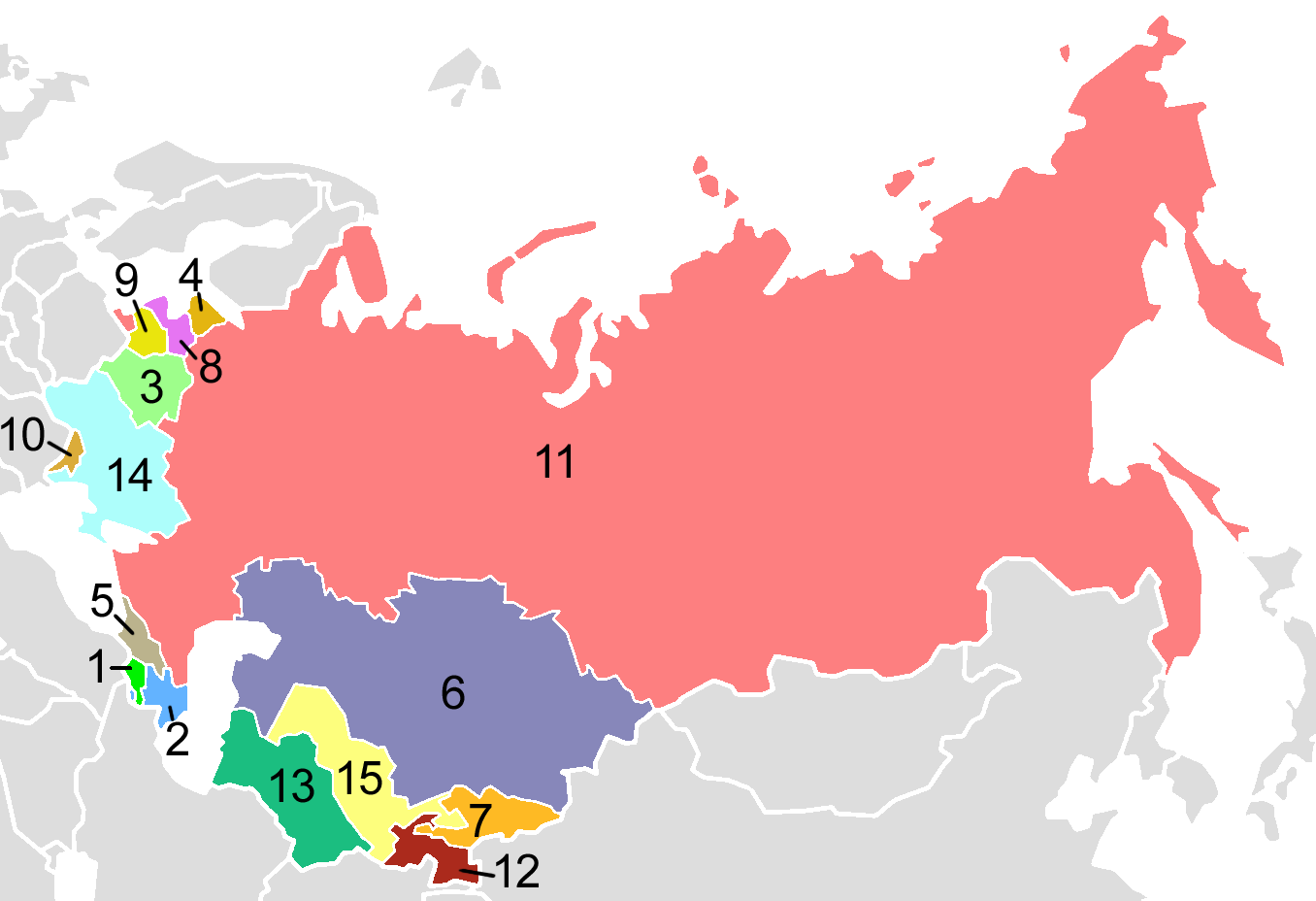
Las ex repúblicas soviéticas ordenadas alfabéticamente:
1. Armenia; 2. Azerbaiyán; 3. Bielorrusia; 4. Estonia; 5. Georgia; 6. Kazajistán; 7. Kirguistán; 8. Letonia; 9. Lituania; 10. Moldavia; 11. Rusia; 12. Tayikistán; 13. Turkmenistán; 14. Ucrania; 15. Uzbekistán

La doctrina militar y geoestratégica rusa[cita requerida] divide al mundo en dos diferentes categorías: el exterior «cercano» o «próximo», o sea, las antiguas repúblicas soviéticas salvo los Estados Bálticos, y el exterior «alejado» o «lejano», o sea, el resto del mundo.
Según ciertos analistas, la doctrina rusa incluye también, implícitamente, el concepto de esfera de influencia rusa a partir del concepto de «exterior próximo».
Las repúblicas que formaban parte de la URSS antes de su disolución y especialmente aquellas que luego conformaron la CEI ocupan un lugar central en la estructura de la política internacional rusa.
El objetivo primordial de la nueva doctrina geoestratégica rusa revela una tentativa de reconquistar la influencia perdida en ese entorno geopolítico, considerado tanto hoy día como antiguamente una zona de interés vital, y estimando importante limitar la influencia de la OTAN en esa zona y, especialmente, las relaciones de esa organización occidental con antiguos aliados rusos o soviéticos.
Los EE. UU. y la UE observan la defensa y el fortalecimiento de sus intereses político-económicos en la zona. Es de destacar la influencia del islam en lo que concierne a Asia Central y a Azerbaiyán.

## Relación con el «exterior próximo»

Bandera de la CEI.

En el marco de sus relaciones con el «exterior próximo» en 1991, en colaboración con Bielorrusia y con Ucrania.
En 2020, la CEI agrupaba a nueve de las quince exrepúblicas soviéticas, no perteneciendo los tres Estados Bálticos, Georgia y Ucrania, y siendo Turkmenistán un estado asociado.
Aunque inicialmente creada con el objetivo de desarrollar la integración económico-industrial entre sus miembros, a imagen de la Unión Europea, la CEI pasó a ser un foro de tipo esencialmente político, un espacio de diálogo entre los países de la ex-URSS, aunque con contenido económico bastante limitado. En sustitución, pudieron ser establecidos varios acuerdos bilaterales de libre comercio, pero por vías independientes. En lo concerniente a la política exterior o la política de defensa, ha habido, no obstante, algunos avances en el seno de la CEI sobre la base de varios acuerdos aprobados por esta organización.

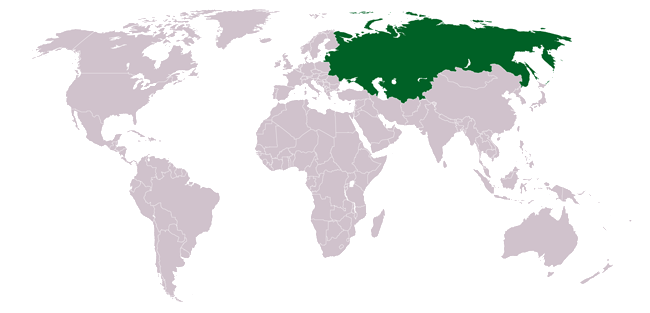
Localización geográfica de las ex repúblicas soviéticas.

Con cierta recurrencia, el gobierno ruso ha expresado su preocupación con relación a los derechos de los menores rusos o rusohablantes, tanto dentro de fronteras como fuera de ellas, con particular énfasis en Letonia.